# 賴里岩
賴里岩（英語：Ryrie Rock）是南極洲的岩石，位於麥克羅伯特森地，處於基德森島東北面20公里和伯德角東北面48公里，在1931年2月由探險隊發現，現時由南極條約體系管理。